# Lavajärvi (sjö i Kajanaland)
Lavajärvi är en sjö i Finland. Den ligger i kommunen Suomussalmi i landskapet Kajanaland, i den nordöstra delen av landet, 600 km norr om huvudstaden Helsingfors. Lavajärvi ligger 222,8 meter över havet. Den är 12,05 meter djup. Arean är 91,4 hektar och strandlinjen är 9,93 kilometer lång. Sjön  ingår i Uleälvens huvudavrinningsområde. 